# Ligne 8 du tramway de Bruxelles
Pour les articles homonymes, voir Ligne 8.
Ne doit pas être confondu avec Ligne 8 du tramway de Bruxelles (1923-1968).
La ligne 8 du tramway de Bruxelles est une ligne de tramway créée le 19 mars 1968 à l'origine sous le n°94. Prolongée le 14 mars 2011, d'Herrmann-Debroux au Musée du Tram, elle a été limitée le 31 août 2013, au nord à Louise au lieu de Stade, à la suite de la création de la ligne 93.
Elle prend son nom actuel de ligne n°8 à l'occasion de son prolongement vers Roodebeek le 29 septembre 2018.

## Histoire

### Mise en service
La ligne est mise en service le 19 mars 1968 sous l'indice 94 à l'occasion de la cinquième phase de restructuration du réseau de tramway bruxellois. Exploitée en one-man-car, elle relie la gare de Jette à celle de Boondael en remplacement de tout ou partie des lignes suivantes , :
- lignes 1 et 2 entre la place de la Reine à Schaerbeek et Bruxelles Bois à l'exception pour la ligne 2 à Bruxelles de la section entre la place des Palais et la place Louise, le 94 empruntant l'itinéraire de la ligne 1 par la petite ceinture ;
- ligne 4 entre la place Louise et la gare de Boondael ;
- ligne 8 entre la place Bockstael à Laeken et la place des Palais à Bruxelles ;
- ligne 11 entre la gare de Jette et la place Louise à Bruxelles.

Elle est renforcée par des services partiels 94/ Laeken Place Bockstael - Bruxelles Bois.

### Années 2000 et 2010
Dans le cadre de la grande restructuration de la STIB qui dura de mars 2006 à l'été 2008, en premier temps, elle est d'abord prolongée de Wiener à Herrmann Debroux à Auderghem puis elle est prolongée du Cimetière de Jette à Stade, anciennement Houba de Strooper, en remplacement de la ligne 18, désormais supprimée, qui reliait Houba de Strooper à Dieweg et son exploitation s'effectue désormais systématiquement en deux tronçons distincts (Stade - Legrand et Louise - Herrmann-Debroux) se chevauchant entre Louise et Legrand tous les jours sauf en soirée.
Le 14 mars 2011, la ligne est prolongée d'Herrmann-Debroux au Musée du tram à Woluwe-Saint-Pierre,.
À partir du 31 août 2013, la scission devient complète : la ligne 94 est limitée au nord à la station Louise et une nouvelle ligne 93 est créée entre Stade et Legrand, reprenant la desserte des stations situées entre Stade et Louise.
Le 29 septembre 2018, à l'occasion de son prolongement vers Roodebeek elle devient la ligne 8,.

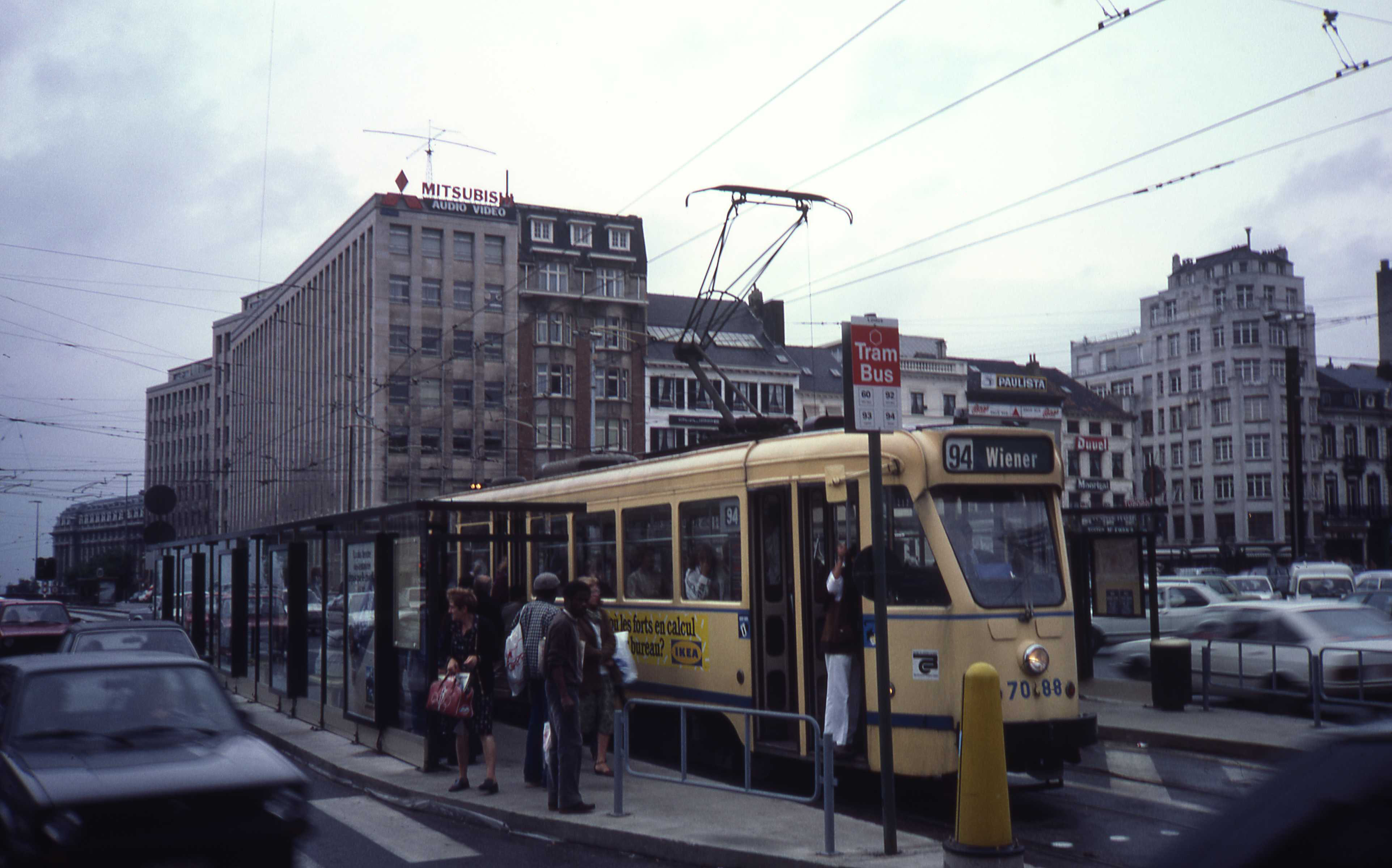
94 Wiener redémarrant de l'arrêt Louise en 1985. 94 direction Herrmann-Debroux à l’arrêt Marie-José
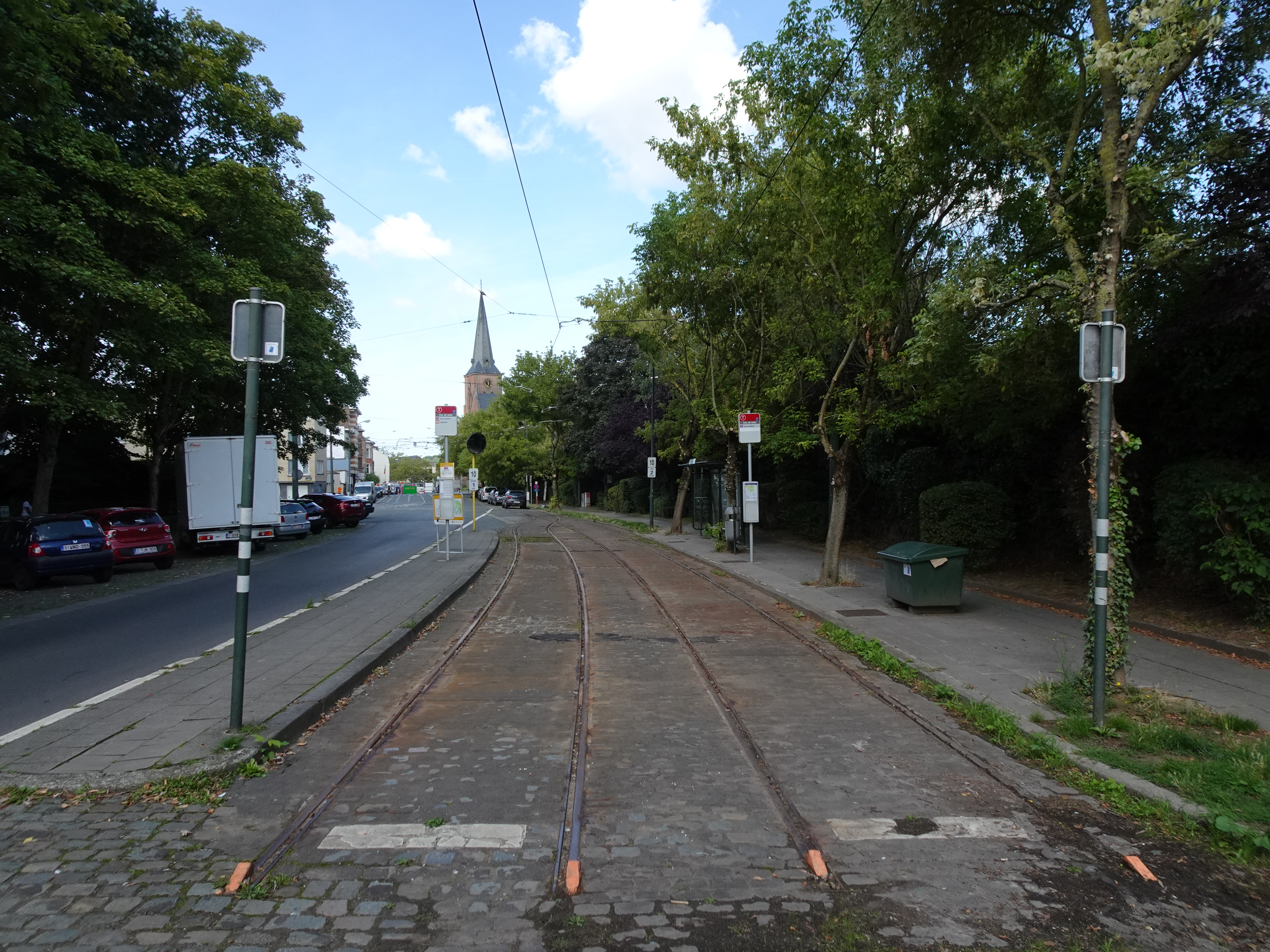
Ancien terminus du cimetière de Jette de la ligne 94, rarement utilisé depuis 2007.
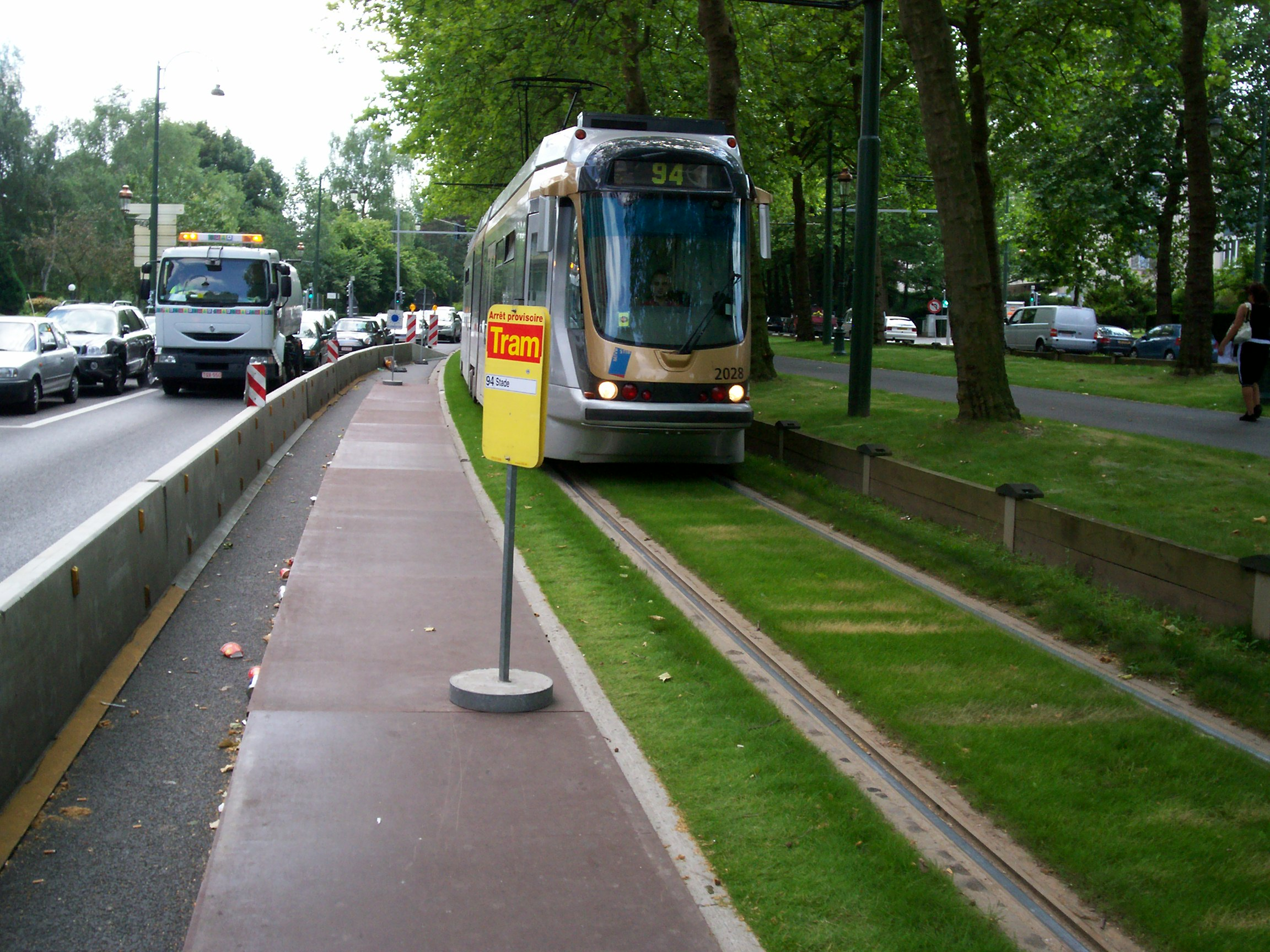
Terminus temporaire de Herrman-Debroux en 2008 (le quai n'est pas encore terminé).

## Tracé
Depuis 2018, la ligne 8 est longue de 13,8 km et comporte 32 arrêts.
La ligne part de Louise en correspondance avec les lignes de métro 2 et 6 en renfort des lignes de trams 92,93 et 97. Les trams prennent ensuite l'avenue Louise et arrivés à la place Stéphanie, ils se séparent des trams des lignes 92 et 97 pour continuer sur l'avenue Louise et croisent la ligne de tram 81 au croisement avec la rue du Bailli. Ensuite les trams de la ligne 8 poursuivent sur l'avenue Louise jusqu'à Legrand, terminus du tram 93. Ils suivent ensuite les trams de la ligne 7 jusqu'à Buyl où ils se séparent d'eux et sont rejoints par ceux du 25, descendent vers le sud en prenant l'avenue Adolphe Buyl, desservent ULB et le square du Solbosch. Ils poursuivent sur l'avenue du Pesage, traversent la place Marie-José, Ils continuent sur l'avenue du Derby, et desservent la gare de Boondael où aboutissent les trams de la ligne 25.
À partir de ce point, les trams de la ligne 8 poursuivent sur l'avenue de la Forêt, desservent l'‍Hippodrome de Boitsfort et continuent sur la chaussée de La Hulpe. Ils desservent maintenant la gare de Boitsfort et remontent vers le nord en prenant l'avenue Delleur, desservent la place Léopold Wiener. Ils continuent toujours en remontant vers le nord, sur le boulevard du Souverain afin d'aboutir la station de métro 5 de Herrmann-Debroux. Puis ils desservent le Shopping d'Auderghem, traversent ensuite le Rond-point du Souverain. Ils poursuivent sur le boulevard du Souverain afin d'arriver à l'Avenue de Tervuren jusqu'au Musée du Tram et croisent les trams des lignes 39 et 44. Passent après par le Boulevard de la Woluwe, puis traversent la Rue Voot et desservent le centre commercial : Woluwe Shopping afin d'arriver au terminus Roodebeek en correspondance avec la ligne de métro 1.

## Exploitation de la ligne

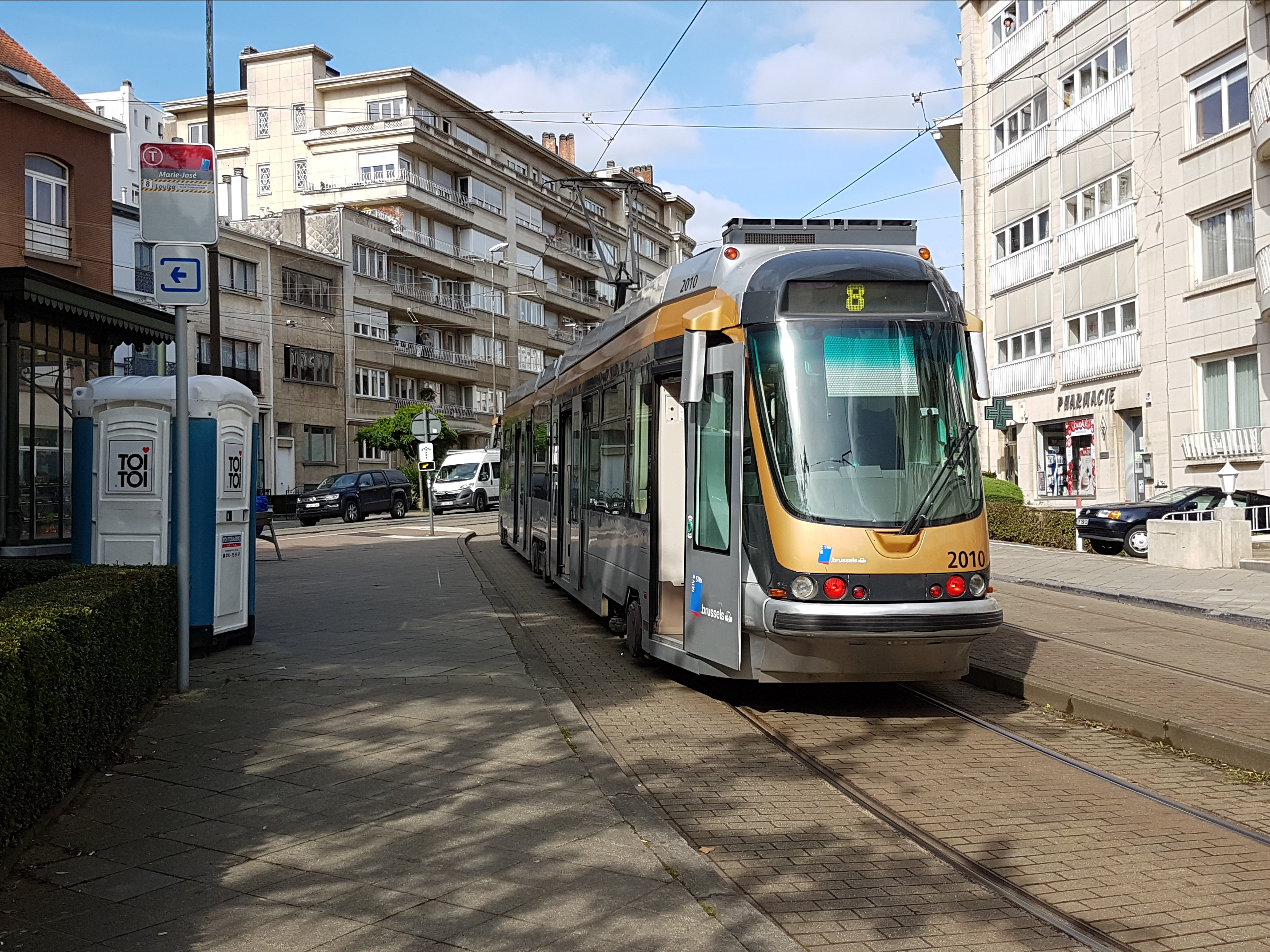
Le T2010 de la ligne 8 à l'ancienne boucle de Marie-José

La ligne est exploitée par la STIB et rallie Louise à Roodebeek en 46 minutes environ, tous les jours entre 5 h et 1 h du matin.

### Fréquence
Les temps de parcours sont donnés à titre indicatif à partir du site de la STIB.
- Du lundi au vendredi :
  - Hors vacances scolaires : un tram toutes les 6 minutes en heure de pointe, toutes les 7½ minutes en heure creuse et toutes les 15 minutes en soirée.
  - Petites vacances scolaires : un tram toutes les 8 minutes en heure de pointe, toutes les 10 minutes en heure creuse et toutes les 15 minutes en soirée.
  - Grandes vacances scolaires : un tram toutes les 8 minutes en heure de pointe, toutes les 12 minutes l'après-midi et toutes les 15 minutes en soirée.
- Le samedi : un tram toutes les 10 minutes l'après-midi.
- Le dimanche : un tram toutes les 15 minutes toute la journée et en soirée.

### Extensions
La STIB envisage de prolonger la ligne jusqu'à l'hypermarché Cora d'Evere, en empruntant l'avenue Marcel Thiry. En février 2016, trois itinéraires sont sur la table du ministre bruxellois de la Mobilité, Pascal Smet,.

### Tarification et financement
La tarification de la ligne est identique à celles des autres lignes (hors cas de la desserte de l'aéroport) exploitées par la STIB et dépend soit des titres Brupass et Brupass XL permettant l'accès aux réseaux STIB, TEC, De Lijn et SNCB soit des titres propres à la STIB valables uniquement sur ses lignes.
Le financement du fonctionnement de la ligne, entretien, matériel et charges de personnel, est assuré par la STIB.

## Matériel roulant

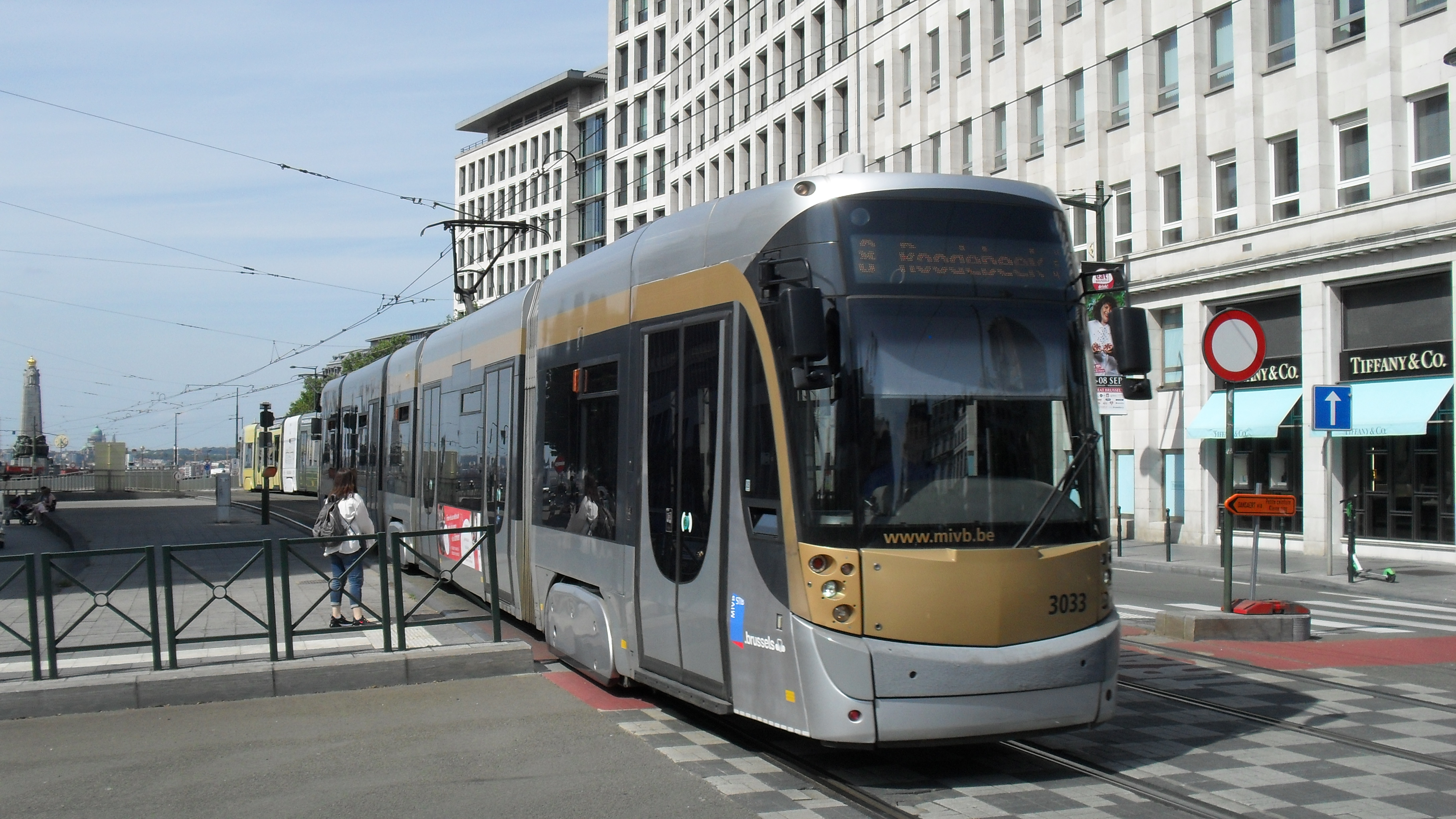
Le T3033 de la ligne 8 à Louise

La ligne 8 du tramway de Bruxelles est exploitée par des trams 3000 et trams 2000 en semaine. Le week-end, elle est exploitée uniquement en trams 3000.